# استاروکوروچوو
استاروکوروچوو (به لاتین: Starokuruchevo) یک منطقهٔ مسکونی در روسیه است که در باشقیرستان واقع شده‌است.